# Begonia harlingii
Begonia harlingii é uma espécie de Begonia, nativa do Equador.